# 曉龍屬
曉龍屬（屬名：Xiaosaurus）又名膮龍或小龍，是種小型、二足、植食性恐龍，股骨長11公分，被推測身長約1公尺。曉龍生存於中侏儸紀巴提階的中國四川盆地，接近1億6900萬年前到1億6300萬年前。
在1979到1980年，四川省大山鋪鎮發現小型植食性恐龍化石。在1983年，董枝明與唐治路敘述、命名這兩個化石，模式種是大山鋪曉龍（Xiaosaurus dashanpensis），屬名意為「黎明蜥蜴」，種名則是以大山鋪鎮為名。
曉龍的兩個化石發現於沙溪廟組下層，地質年代仍未確定，可能屬於巴柔階、或是巴通階與卡洛夫階交接時期。正模標本（編號IVPP V6730A）包含：下頜、牙齒、4節尾椎、肱骨、部分左股骨、完整右肢。副模標本（編號IVPP V6730B）包含：2顆牙齒、右股骨、1節背椎、2節薦椎、1塊指骨。
在1992年，彭光照將多齒靈龍（Agilisaurus multidens）改歸類為曉龍的第二個種，多齒曉龍（Xiaosaurus multidens）
。這個種目前被建立成獨立屬，何信祿龍。
因為曉龍化石過於破碎，而無法做出正確的分類。董枝明當時將曉龍同時歸類於鳥臀目的法布爾龍科、稜齒龍科，他認為曉龍是賴索托龍、稜齒龍的演化連結。曉龍有時被認為是疑名，目前是鳥臀目的分類未定屬，可能是角足龍類的原始物種。但在2006年，Barrett等人認為曉龍暫時是有效屬，因其肱骨的中央向兩邊筆直，是種自衍徵。

## 外部連結
- Image of Xiaosaurus at Angellis